# Sjoukje Ultzen

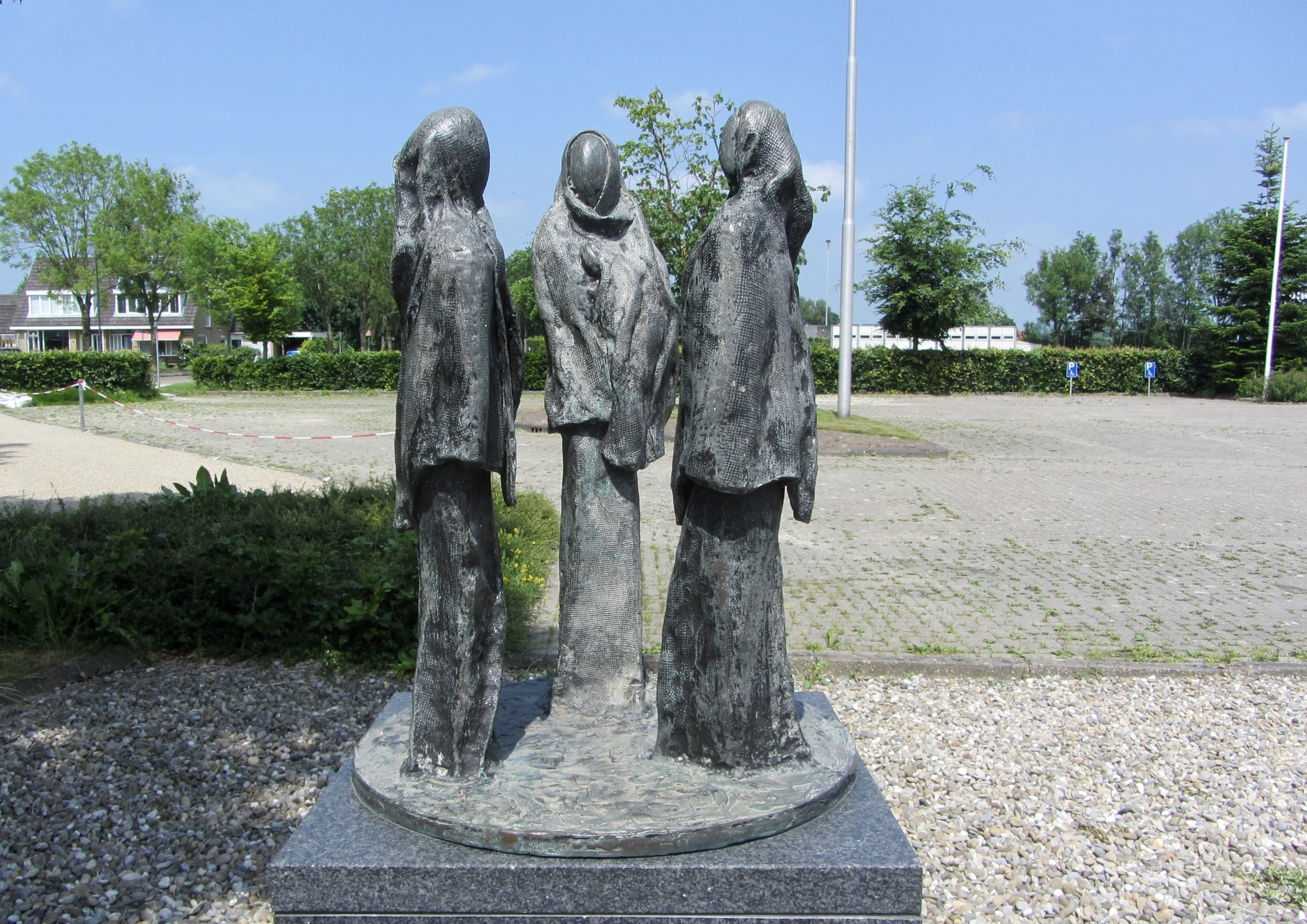
In gesprek (2001)

Sjoukje Ultzen (Huizum, 18 april 1936 – 23 april 2021) was een Nederlands beeldhouwer.

## Leven en werk
Ultzen werd opgeleid aan de Academie Vredeman de Vries in Leeuwarden. In de jaren 80 begon ze met beeldhouwen, ze maakt gestileerde figuren in brons. Ultzen werkt figuratief en stelt in haar werk de mens, met zijn emoties en relaties, centraal. Een voorbeeld van haar werk is het beeld In gesprek (2001) van de drie zusters Brechtsje, Teuntsje en Tjaltsje, die volgens een Friese sage kerken zouden hebben gesticht in de naar hen genoemde dorpen IJsbrechtum, Tjalhuizum en Tirns. Ze exposeerde meerdere malen, onder andere bij Galerie Goutum, Galerie Lauswolt in Olterterp en Galerie Langewaal in De Waal.
Sjoukje Ultzen overleed in 2021 op 85-jarige leeftijd.

## Enkele werken
- beeld voor het politiebureau in Dokkum.
- 2001: In gesprek of Brechtsje, Teuntsje en Tjaltsje, Doarpshûsleane, IJsbrechtum.[5]
- ca. 2008: beeld ter nagedachtenis aan Riek Stienstra (1942-2007), bij Schorer in Amsterdam. In 2013 verplaatst naar IHLIA LGBTI Heritage, gevestigd in de Openbare Bibliotheek Amsterdam.

## Publicatie
- Sjoukje Ultzen, Sjoukje Ultzen bronzen : selectie werk 1995-2002. Uitgave in eigen beheer.

- RKD-Nederlands Instituut voor Kunstgeschiedenis: 105403